# Daniel Serra
Daniel Serra (São Paulo, 24 maart 1984) is een Braziliaans autocoureur. Hij racet in 2008 in de Copa NEXTEL Stock Car. Hij is familie van voormalig Formule 1 coureur Chico Serra.

## Carrière
Hij begon met autoracen in 2003 in de Braziliaanse Formule Renault 2.0. Hij won dit kampioenschap een jaar later in 2004. Hij ging hierna racen in de Formule Renault 2.0 Eurocup. Hij reed daar voor Cram Competition, het team dat regerend kampioen is in de International Formula Master. Hij werd 17e in de Eurocup. Daniel keerde in 2006 weer terug naar Brazilië om in de Stock Car Light te gaan rijden. Hij werd tweede in dit kampioenschap. 2007 was het jaar dat Daniel voor het eerst in de Copa NEXTEL Stock Car ging rijden. Hij haalde 1 podium en werd achtste in het eindklassement. Ook racete hij in 2007 in de 24 uur van Le Mans, hij reed daar in een Ferrari F430 GT2. Met die auto reed hij ook een race in het Spaanse GT Kampioenschap.